# Lappula heterantha
Lappula heterantha là loài thực vật có hoa trong họ Mồ hôi. Loài này được (Ledeb.) Gürke mô tả khoa học đầu tiên năm 1894.